# Joseph LaPalombara

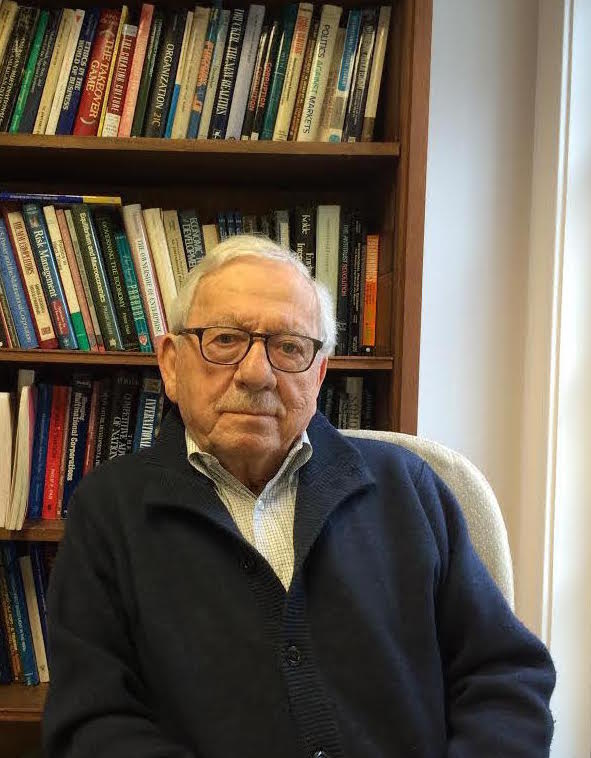
Joseph LaPalombara

Joseph LaPalombara (* 18. Mai 1925 in Chicago) ist ein US-amerikanischer Politikwissenschaftler und Hochschullehrer an der Yale University.

## Leben und Wirken
Joseph LaPalombara studierte Politikwissenschaft zunächst an der University of Illinois, gefolgt von einer dreijährigen Lehrtätigkeit (1947 bis 1950) an der Oregon State University. Anschließend wechselte er an die Princeton University, wo der 1954 zum Ph.D. promovierte. Von 1953 bis 1964 lehrte er an der Michigan State University. Seit 1964 hat er eine Professor für Politikwissenschaft an der Yale University inne. Zwar trat er 2001 in den Ruhestand, gab dort jedoch weiterhin Seminare.
LaPalombara wirkte neben seiner universitären Tätigkeit auch als Berater wissenschaftlicher Einrichtungen und großer Unternehmen, sowohl in den USA als auch in Italien. In Italien, dem Heimatland seiner Eltern, hatte er mehrere Gastprofessuren an verschiedenen Universitäten inne. Außerdem betätigte er sich als Journalist und schrieb für Zeitungen in den USA und in Italien und war Redakteur mehrerer Zeitschriften.
In seinen wissenschaftlichen Veröffentlichungen beschäftigt er sich mit dem politischen System und der Demokratie in Italien. Zahlreiche Ehrungen wurden ihm zuteil. So wurde er 1980 Mitglied der American Academy of Arts and Sciences. Der italienische Staatspräsident verlieh ihm den Verdienstorden der Italienischen Republik (Ritter).

## Veröffentlichungen (Auswahl)
- The Italien labour movement. Problems and prospects. Cornell University Press, Ithaca, NY 1957.
- (Hrsg.): Bureaucracy and political development (= Studies in political development, Bd. 2). Princeton University Press, Princeton, NJ 1963 (2. Aufl. 1969).
- Interest groups in Italien politics. Princeton University Press, Princeton, NJ 1964.
- Italy. Fragmentation, isolation and alienation. In: Lucian W. Pye (Hrsg.): Political culture and political development (= Studies in political development, Bd. 5). Princeton University Press, Princeton, NJ 1965, S. 282–329.
- (Hrsg., mit Myron Weiner): Political parties and political development (= Studiesn in political development, Bd. 6). Princeton University Press, Princeton, NJ 1966.
- Italy. The politics of planning (= National planning series, Bd. 7). Syracuse University Press, Syracuse, NY 1966.
- (mit Leonard Binder u. James S. Coleman): Crisis and sequences in Political Development. Princeton University Press, Princeton, NJ 1974.
- Politics within nations. Prentice Hall, Englewood Cliffs, NJ 1974, ISBN 0-13-687814-8.
- Monoliths or plural systems. Through conceptual lenses darkly. In: Studies in comparative communism, Bd. 8 (1975), S. 305–332.
- (mit Stephen Blank): Multinational corporations and national elites. A study in tensions. Conference Board, New York 1976, ISBN 0-8237-0136-0.
- (mit Stephen Blank): Multinational corporations in comparative perspective. Conference Board, New York 1977, ISBN 0-8237-0159-X.
- Italian elections as Hobson's choice. In: Howard Rae Penniman (Hrsg.): Italy at the polls. The parliamentary elections of 1976 (= AEI studies, Bd. 169). American Enterprise Inst. for Public Policy Research, Washington, D.C. 1977, S. 1–39, ISBN 0-8447-3268-0.
- (mit Stephen Blank): Multinational corporations and developing countries. Conference Board, New York 1979, ISBN 0-8237-0203-0.
- Two steps forward, one step back. The PCI's struggle for legitimacy. In: Howard Rae Penniman (Hrsg.): Italy at the polls 1979. A study of the parliamentary elections (= AEI studies, Bd. 321). American Enterprise Inst. for Public Policy Research, Washington, D.C. 1981, S. 104–140, ISBN 0-8447-3441-1.
- Democracy, Italian style. Yale University Press, New Haven, Conn. 1987, ISBN 0-300-03913-1 (deutsche Übersetzung u.d.T.: Die Italiener oder Demokratie als Lebenskunst. Zsolnay, Wien 1988, ISBN 3-552-04027-7).
- Structural and institutional aspects of corruption. In: Social Research, Bd. 61 (1994), S. 325–350.
- The underestimated contributions of political science to organizational learning. In: Meinolf Dierkes (Hrsg.): Handbook of organizational learning and knowledge. Oxford University Press, Oxford 2001, S. 137–161, ISBN 0-19-829583-9.